# Pühaste
Pühaste – wieś w Estonii, prowincji Valga, w gminie Puka.